# 木下俊也
木下 俊也（きのした しゅんや、1955年10月 - ）は、日本の薬剤師、臨床検査技師。学位は博士（薬学）（静岡県立大学・1992年）。一般社団法人静岡市薬剤師会事務局局長、静岡県立大学薬学部客員教授。
株式会社津村順天堂静岡工場、株式会社津村順天堂研究所、株式会社ツムラ本社での勤務を経て、日本大衆薬工業協会生薬製品委員会委員長、日本OTC医薬品協会生薬製品委員会委員長、わかくさ調剤薬局薬剤師などを歴任した。

## 概要
三重県出身の薬剤師、臨床検査技師である。静岡薬科大学、静岡県立大学にて学び、津村順天堂、および、ツムラに勤務した。また、業界団体である日本大衆薬工業協会、および、日本OTC医薬品協会においては、生薬製品委員会の委員長といった役職も兼任していた。ツムラ退職後は、わかくさ調剤薬局を経て、静岡市薬剤師会の事務局に勤務し、その局長に就任した。後進の育成にも努めており、母校である静岡県立大学にて教鞭を執った。

## 来歴

### 生い立ち
1955年（昭和30年）10月、三重県津市にて生まれ、三重県上野市にて育った。そのため、木下自身は「三重県津市生まれの伊賀上野育ち」と述べている。父は警察官であり、仕事の都合で転居が多かった。そのため小学校は4回転校しており、最後は津市により設置・運営される津立上野小学校で卒業を迎えた。その後、津市により設置・運営される津市立朝陽中学校を経て、三重県により設置・運営される三重県立津高等学校に進学した。さらに、静岡県により設置・運営される静岡薬科大学に進学し、薬学部にて学んだ。1978年（昭和53年）3月、静岡薬科大学を卒業した。それに伴い、薬学士の称号を取得した。さらに静岡薬科大学の大学院に進学し、薬学研究科にて学んだ。1980年（昭和55年）3月、静岡薬科大学の大学院における修士課程を修了した。それに伴い、薬学修士の学位を取得した。なお、薬剤師国家試験に合格し薬剤師の資格を取得するとともに、臨床検査技師国家試験にも合格しており臨床検査技師の資格も所持している。

### 薬剤師として
大学院修了後の1980年（昭和55年）に津村順天堂に入社し、静岡工場に勤務した。翌年、研究所に異動し品質研究部門に配属された。1986年（昭和61年）、本社に異動し新薬開発部門に配属された。1988年（昭和63年）に津村順天堂はツムラに改組されたが、その後も引き続き勤務した。その傍ら、静岡県により設置・運営される静岡県立大学の大学院に進学し、薬学研究科にて学んだ。大学院生として在学中に「サメ胆汁アルコールに関する研究――化学構造の決定とその生物活性について」と題した博士論文を執筆した。1992年（平成4年）3月、静岡県立大学の大学院における博士課程を修了した。それに伴い、同年3月24日付で博士（薬学）の学位を取得した。
1993年（平成5年）、ツムラの本社にて学術部門に配属された。翌年には本社の薬事部門に配属された。2008年（平成20年）、本社の信頼性保証部門に配属された。また、その傍ら、2003年（平成15年）より、一般用医薬品に関する業界団体である日本大衆薬工業協会にて生薬製品委員会の委員長を兼任していた。その後、日本大衆薬工業協会は日本OTC医薬品協会に改組されたが、引き続き生薬製品委員会の委員長を2009年（平成21年）まで兼任した。
津村順天堂、および、ツムラでの勤務は38年間に及んだ。ツムラを退職すると、わかくさ調剤薬局に半年ほど勤務した。2019年（平成31年）4月、一般社団法人である静岡市薬剤師会の事務局にて局長に就任した。また、母校である静岡県立大学においては、同年4月より薬学部の客員教授を兼任した。薬学部においては、講師の南彰らとともに、薬学キャリアデザイン近藤寄附講座を受け持った。

## 略歴
- 1955年 - 三重県津市にて誕生[1]。
- 1978年 - 静岡薬科大学薬学部卒業[3]。
- 1980年 - 静岡薬科大学大学院薬学研究科修士課程修了[3]。
- 1980年 - 津村順天堂入社[4]。
- 1980年 - 津村順天堂静岡工場配属[4]。
- 1981年 - 津村順天堂研究所品質研究部門[4]。
- 1986年 - 津村順天堂本社新薬開発部門配属[4]。
- 1988年 - ツムラ本社新薬開発部門配属。
- 1992年 - 静岡県立大学大学院薬学研究科博士課程修了[3]。
- 1993年 - ツムラ本社学術部門配属[4]。
- 1994年 - ツムラ本社薬事部門配属[4]。
- 2003年 - 日本大衆薬工業協会生薬製品委員会委員長[5]。
- 2008年 - ツムラ本社信頼性保証部門配属[4]。
- 2008年 - 日本OTC医薬品協会生薬製品委員会委員長[5]。
- 2019年 - 静岡市薬剤師会事務局局長[6]。
- 2019年 - 静岡県立大学薬学部客員教授[6]。

## 著作

### 論文
- Hitoshi Ishida, et al., "Study on the Bile Slat, Sodium Scymnol Sulfate, from Rhizoprionodon acutus. II. The Structures of Scymnol, Anhydroscymnol and Sodium Scymnol Sulfate.", Chemical & Pharmaceutical Bulletin, Vol.39, No.12, Pharmaceutical Society of Japan, 1991, pp.3153-3156. ISSN 0009-2363
- Hitoshi Ishida, et al., "Study on the Bile Salt, Sodium Scymnol Sulfate, from Lamna ditropis. III. The Structures of a New Sodium Scymnol Sulfate and New Anhydroscymnols.", Chemical & Pharmaceutical Bulletin, Vol.40, No.4, Pharmaceutical Society of Japan, 1992, pp.864-868. ISSN 0009-2363
- Hitoshi Ishida, et al., "Study on Pharmacological Effect of Bile Salts, Sodium Scymnol Sulfate, from Rhizoprionodon acutus. I. Effect of Scymnol, Chimaerol and Sodium Scymnol Sulfate on Cerebral Anoxia.", Chemical & Pharmaceutical Bulletin, Vol.42, No.12, Pharmaceutical Society of Japan, 1994, pp.2532-2535. ISSN 0009-2363

### 註釈
1. ↑  三重県上野市は、阿山郡伊賀町、阿山郡島ヶ原村、阿山郡阿山町、阿山郡大山田村、名賀郡青山町と新設合併し、2004年に伊賀市が設置された。
2. ↑  静岡薬科大学は、静岡女子大学、静岡女子短期大学と統合され、1987年に静岡県立大学が設置された。
3. ↑  薬学士の称号は、1991年7月1日以降の学士（薬学）の学位に相当する。
4. ↑  薬学修士の学位は、1991年7月1日以降の修士（薬学）の学位に相当する。
5. ↑  株式会社津村順天堂は、1988年に株式会社ツムラに改組された。
6. ↑  静岡県立大学は、2007年に静岡県から静岡県公立大学法人に移管された。
7. ↑  日本大衆薬工業協会は、2008年に日本OTC医薬品協会に改組された。